# Карьер

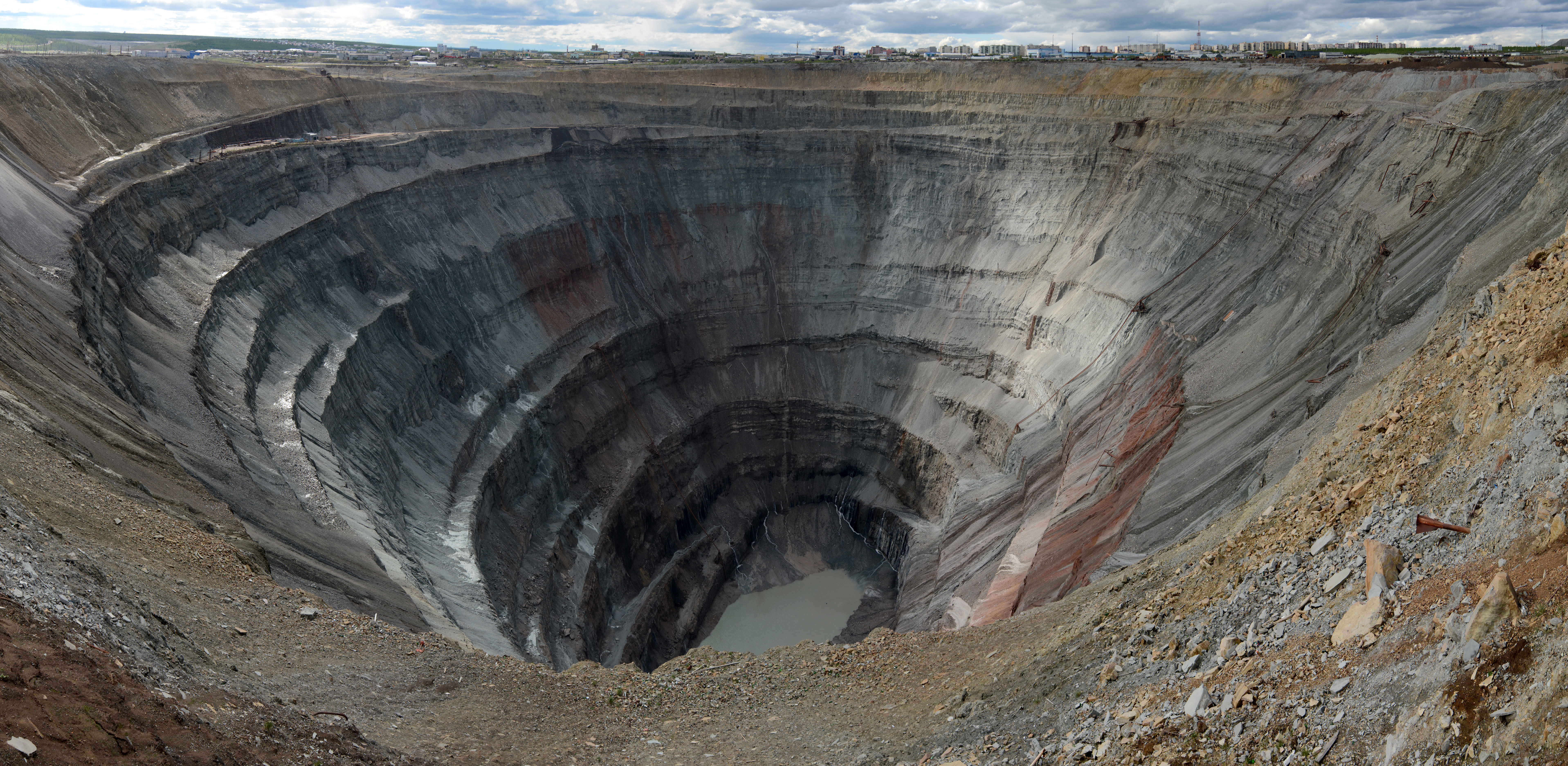
Мир — один из крупнейших карьеров в мире

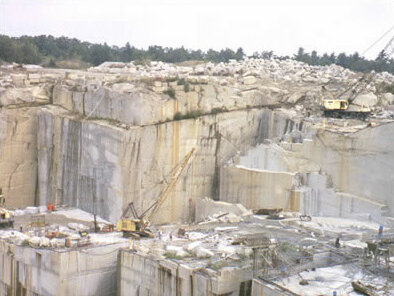
Каменный карьер

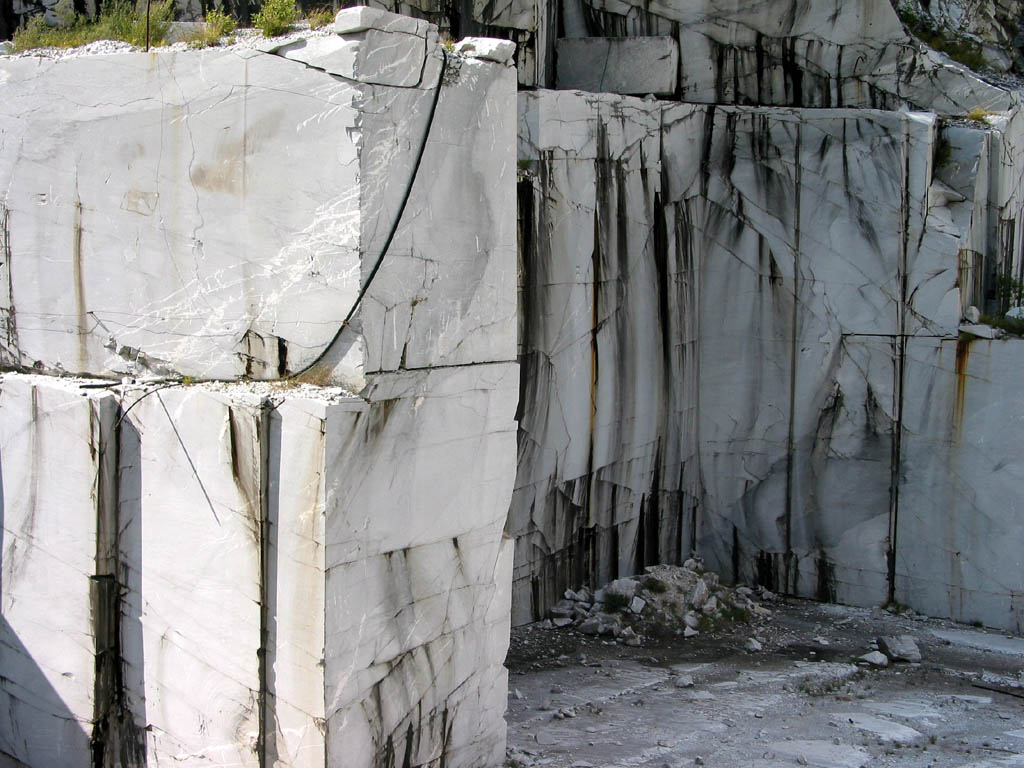
Мраморный карьер

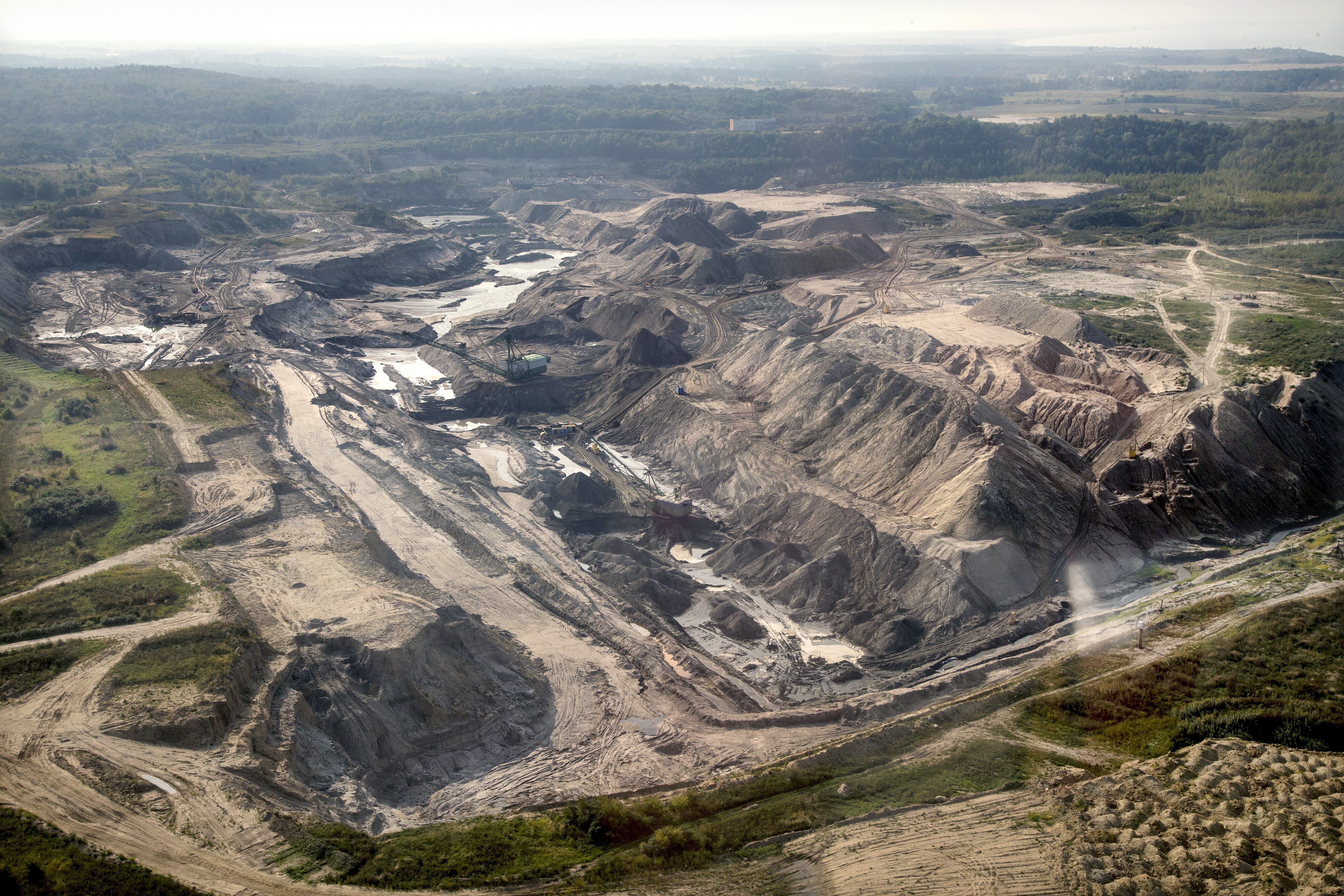
Единственный в мире янтарный карьер «Приморский» в посёлке Янтарный

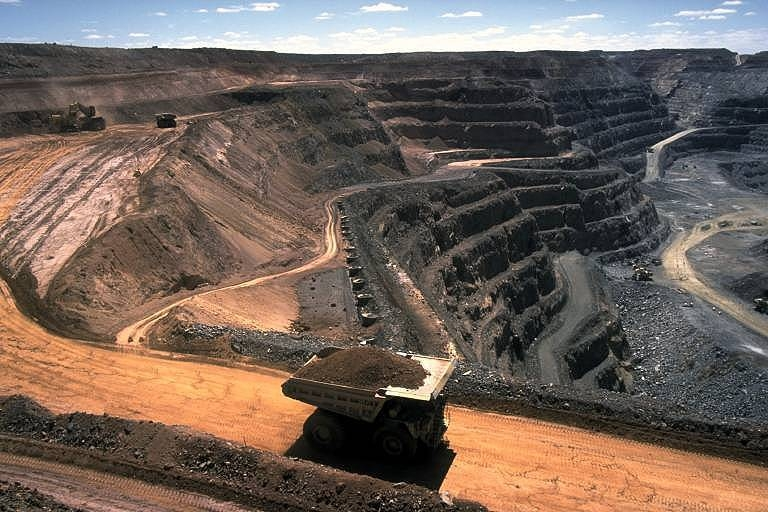
Угольный карьер

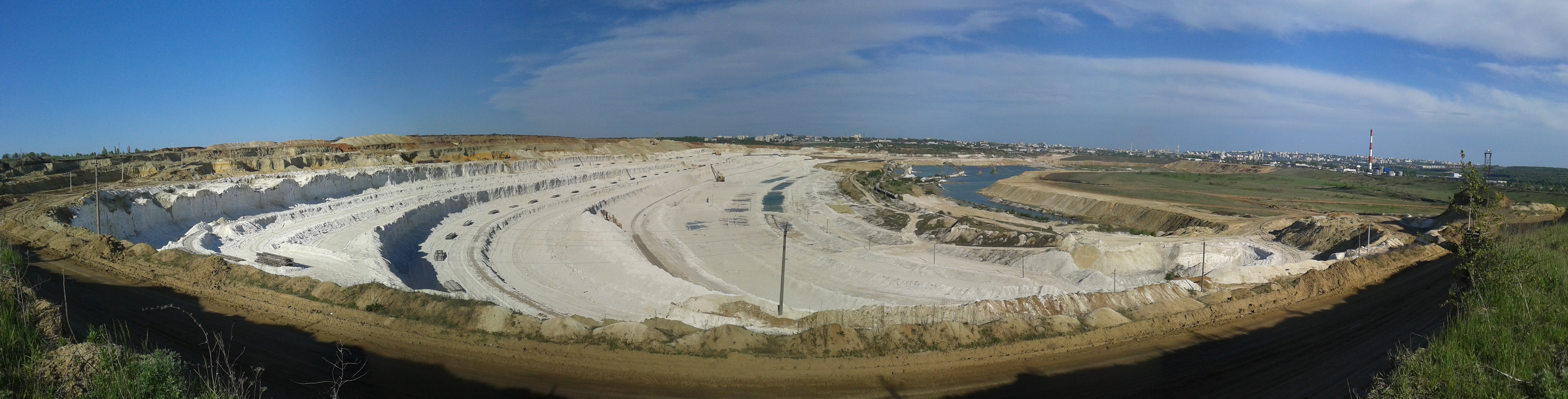
Меловой карьер в Белгороде

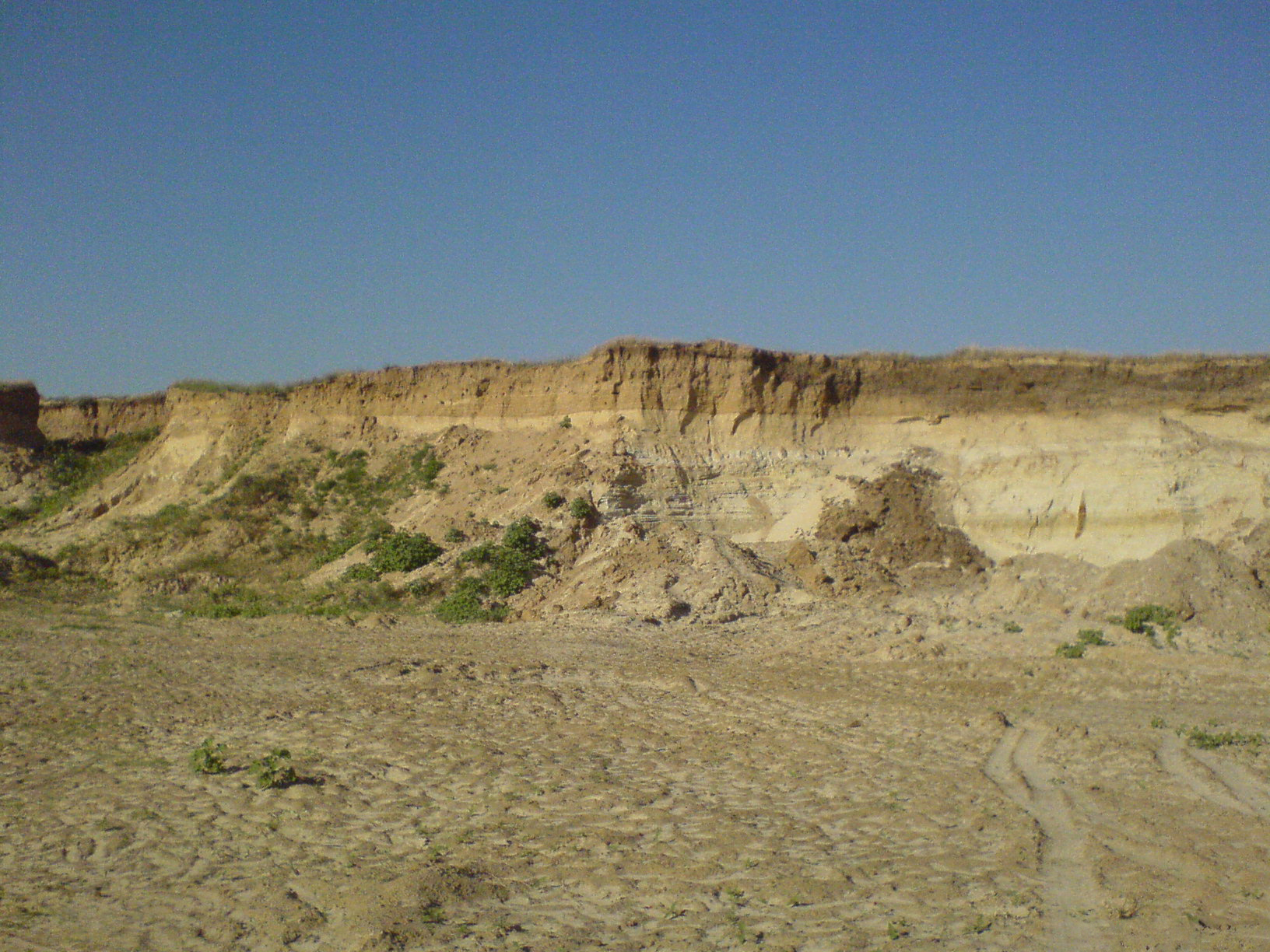
Песчаный карьер

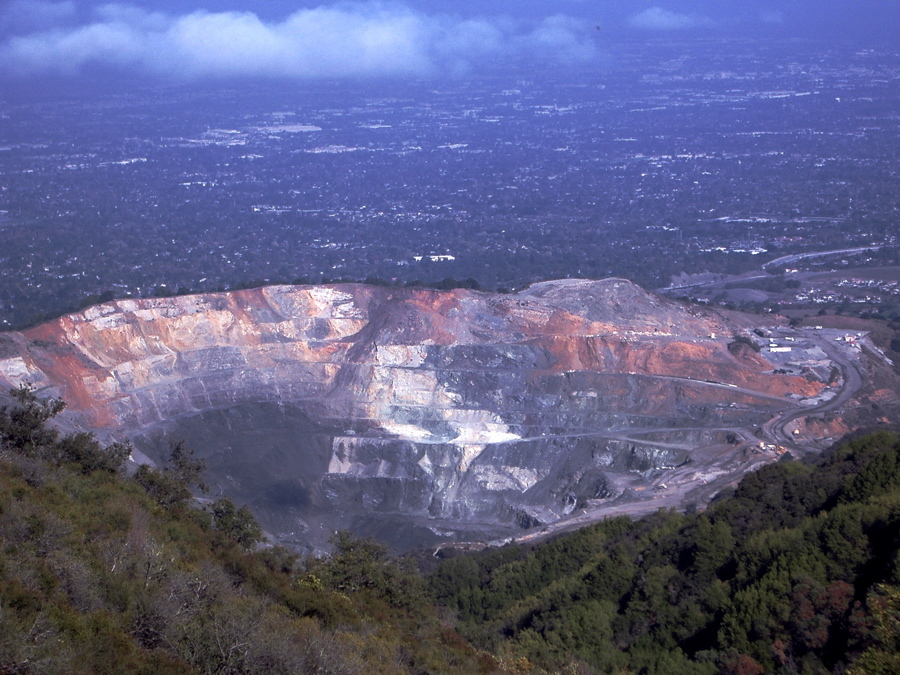
Известняковый карьер в Кремниевой долине, США

Карье́р (от фр. carrière), вариант: разрез, каменоломня — совокупность горных выработок, образованных при добыче полезного ископаемого открытым способом; горное предприятие по добыче полезных ископаемых открытым способом.
Угольный карьер называется угольным разрезом. Как шахте выделяют шахтное поле, так карьеру выделяют горный отвод. Принцип открытой разработки заключается в том, что расположенные сверху более мощные слои пустых пород, покрывающих полезное ископаемое, в пределах горного отвода разделяется на горизонтальные слои — уступы, которые вынимают последовательно в направлении сверху вниз с опережением нижних слоев верхними. Высота уступа зависит от прочности пород и применяемой техники и колеблется от нескольких метров до нескольких десятков метров.

## История
Открытые горные работы известны из эпохи палеолита. Первые большие карьеры появились в связи со стройками в Древнем Египте пирамид. Позже, в античном мире в карьерах в больших масштабах добывался мрамор. Расширение области применения открытого способа разработки с помощью карьеров сдерживалось вплоть до начала XX века, за отсутствием высокопродуктивных машин для вынимания и перемещения больших объёмов вскрышных пород. На конец XX века в карьерах добывалось 95 % строительных горных пород, более 70 % руд, 90 % бурого и 20 % каменного угля.
Основными взрывчатыми веществами, применяемыми при разработке карьеров в Советском Союзе, в 1920-е годы были аммонал и аммониты, в 1930-е — динамоны, в годы Великой Отечественной войны — оксиликвиты и аммониты, а с 1956 года по 1960-е — игданит.

## Элементы карьера
Элементы карьера (англ. open-pit elements, нем. Tagebauelemente) — пространственные составляющие карьера, которые исчерпывающе характеризуют его геометрию. Основные элементы (рис.):
- рабочий (1) и нерабочий (2) борт карьера;
- подошва или дно (3);
- верхний и нижний контуры (4) карьера;
- уступы (5,6);
- площадки (7,8),[6]

### Дно карьера
Дном карьера является площадка нижнего уступа карьера (что называется также подошвой карьера). В условиях разработки крутых и наклонных тел полезных ископаемых минимальные размеры дна карьера определяются с учётом условий безопасного вынимания и нагрузки горных пород из последнего уступа: по ширине — не меньше 20 м, по длине — не меньше 50-100 м.
В условиях разработки морфологически сложных залежей значительного протягивания дно карьера может иметь ступенчатую форму.

### Глубина карьера
Глубина карьера — это расстояние по вертикали между уровнем земной поверхности и дном карьера или расстояние от верхнего контура карьера до нижнего. Различают проектную, конечную и предельную глубину карьера.
Самые глубокие карьеры в мире достигают глубины почти 1 км. Самым глубоким карьером является Бингем-Каньон (штат Юта, США), карьер Чукикамата (Чили) имеет глубину более 850 м.

## Технология и организация работ в карьере

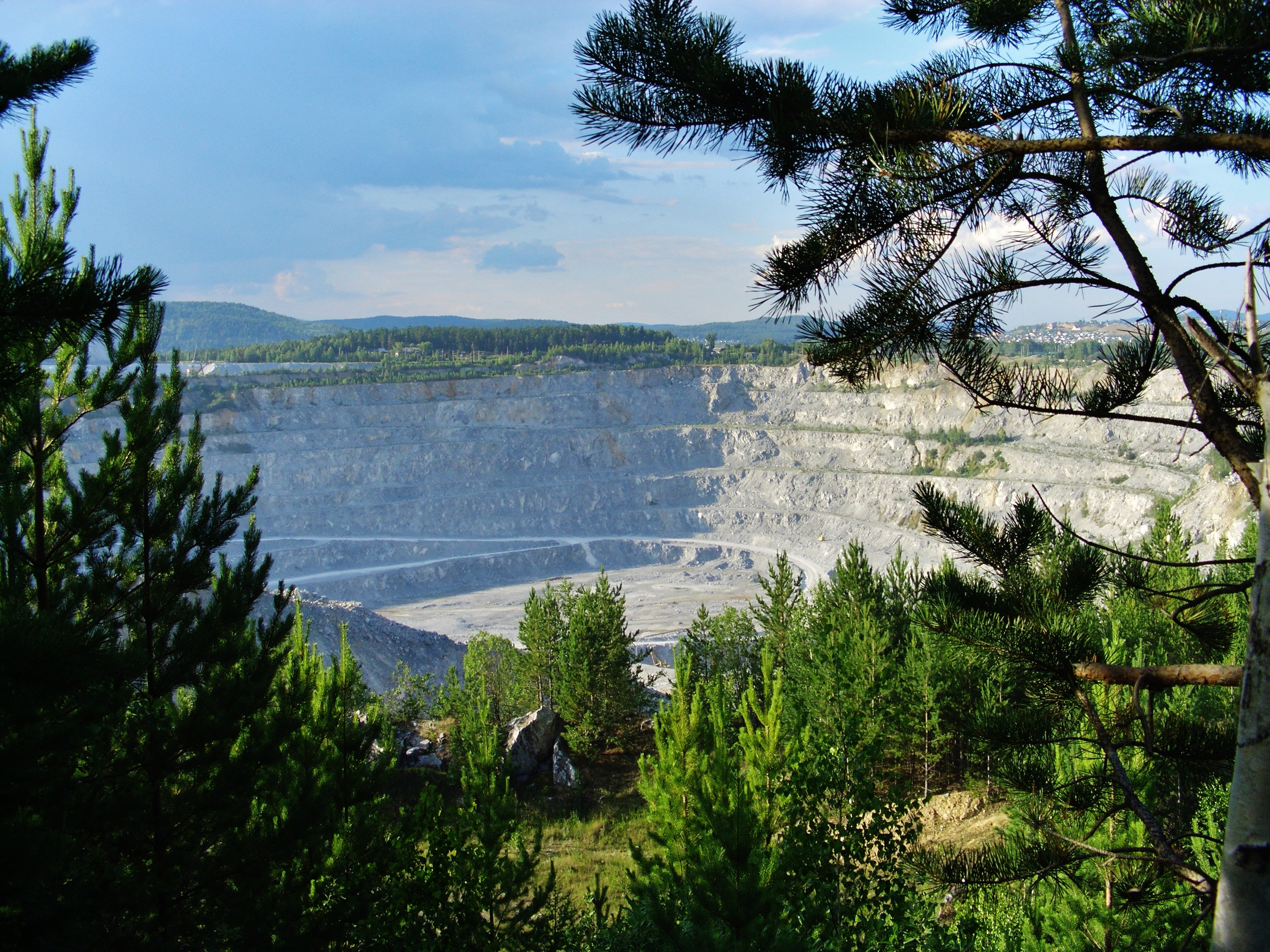
Щебёночный карьер (Миасс)

Карьеры Качканарского ГОКа
Карьер представляет собой систему уступов (как правило, верхние — породные или вскрышные, нижние — добычные), которые постоянно подвигаются, обеспечивая выемку горной массы в контурах карьерного поля.
Перемещение горной массы осуществляется различными видами транспорта. Транспортные связи в карьере обеспечиваются постоянными или скользящими съездами, а с поверхностью — траншеями. В процессе эксплуатации происходит перемещение рабочих уступов, в результате чего увеличивается выработанное пространство. Во время вскрышных работ покрывающие породы перемещают в отвалы, которые иногда размещают в выработанном пространстве. При глубине карьера до 100 м с крепкими содержащими породами в себестоимости 1 м³ вскрыши до 25-30 % занимают буровзрывные работы, 12-16 % — экскавация, 35-40 % — транспорт и 10-15 % — строительство самого карьера. С увеличением глубины карьера часть расходов на транспорт увеличивается до 60-70 %.
Для бурения взрывных скважин в карьере применяют буровые станки малого, среднего (DM 45, СБУ-100, ROC L8) или большого класса массой до 130 т (типа СБШ-250 или Pit Viper). В качестве взрывчатых веществ используются гранулированные аммиачно-селитренные гранулиты, грамониты (смесь селитры с тротилом) и водонаполненные ВВ (в обводненных скважинах). Основное выемочно-погрузочное оборудование при добыче угля и руды — электрические экскаваторы с канатным приводом и ковшом вместимостью 15-30 м³ при длине стрелы до 26 м. Одновременно очень распространены гидравлические прямые мехлопаты с ковшами вместимостью 10-38 м³. Используются одноковшовые погрузчики с ковшами вместимостью 4-20 м³. На вскрышных работах внедряются все более мощные мехлопаты и драглайны (напр., применяется вскрышная мехлопата массой 12 тыс.т с ковшом вместимостью 135 м³ при мощности привода 22 тыс. кВт и драглайн массой 12 тыс. кВт и драглайн массой 12 тыс.т с ковшом вместимостью 168 м³ при длине стрелы 92 м).
Поточная технология на карьере достигается применением роторных экскаваторов (при диаметре ротора 22 м и ковшах вместимостью 6,6 м³ суточная производительность машины до 240 тыс. м³). На карьерах средней и малой мощности высокую эффективность показывают компактные роторные экскаваторы с уменьшенными рабочими параметрами.
На карьерах с крепкими породами наибольший объём перевозок осуществляется тяжелыми автосамосвалами. Карьерные автосамосвалы грузоподъемностью 100—155 т — распространенное средство транспорта. Благодаря их маневренности и мощности они способны преодолевать крутые склоны. Эксплуатируются и 200—300-тонные самосвалы. Для транспортировки горной массы из карьера применяют железнодорожные тяговые агрегаты сцепной массой 360 т, думпкары грузоподъемностью до 180 т. Применяют самоходные карьерные дробилки на гусеничном, колесном и шагающе-рельсовом ходу с массой до 600 т и производительностью 5 тыс. т в год. Использование в карьерах дробильных агрегатов позволяет перейти к более широкому использованию конвейерных систем.

## Рабочая зона карьера
Рабочая зона карьера — это зона, в которой осуществляются вскрышные и добычные работы. Она характеризуется совокупностью вскрышных и добычных уступов, одновременно находящихся в работе. Положение рабочей зоны определяется высотными отметками рабочих уступов и длиной их фронта работ. Рабочая зона представляет собой перемещающуюся и изменяющуюся во времени поверхность, в пределах которой осуществляются работы по подготовке и выемке горной массы. Она может охватывать один, два или все борта карьера. При строительстве карьера рабочая зона, как правило, включает только вскрышные уступы, а к окончанию горно-капитальных работ — и добычные. Число вскрышных, добычных и горно-подготовительных забоев в рабочей зоне не может устанавливаться произвольно, так как от этого зависит выполнение планов по отдельным видам работ. В рабочей зоне карьера каждый экскаватор в процессе работы занимает определённую горизонтальную площадь, которая характеризуется шириной рабочей площадки и длиной экскаваторного блока.
При разработке горизонтальных и пологих месторождений малой и средней мощности высотное положение рабочей зоны карьера остается неизменным. При разработке наклонных и крутых месторождений, а также мощных изометрических залежей рабочая зона постепенно понижается вместе с увеличением глубины карьера.

## Подвигание фронта работ в карьере
Подвигание фронта работ в карьере — один из показателей интенсивности разработки месторождения. Подвигание фронта работ в карьере характеризуется скоростью, то есть расстоянием перемещения фронта горных работ, выраженным в метрах за единицу времени (по большей части — за год). Скорость зависит от масштаба работ, вида и конструкции погрузочного и транспортного оборудования, которое применяется, способа перемещения фронта горных работ и высоты уступов, которые отрабатываются. Различают веерное, равнобежное и смешанное подвигание фронта работ в карьере.
Подвигание веерное — перемещение фронта горных работ при разработке карьерного поля (его части ли) округлой формы, что характеризуется большей скоростью подвигания отделенных от поворотного пункта участков фронта (перемещение фронта в плане «веером», «по вееру»).
Подвигание фронта равнобежное — перемещение фронта горных работ параллельно одной из осей карьерного поля от одной его границы к другой или с промежуточного положения до контуров.
Подвигание фронта смешанное — комбинация разных схем подвигания фронта горных работ, например, равнобежного и веерного.

## Глубина развития деформаций в карьере
Глубина развития деформаций в карьере — горизонтальное расстояние от начального положения верхней бровки откоса (верхней бровки контуру карьера) к последней трещине, которая визуально прослеживается в направлении, противоположному направлению движения смещенных масс укоса.